# اوراش (الهه)
اوراش (سومری: 𒀭𒅁)، یا Urash الهه‌ای بین‌النهرینی و انسان‌انگاری‌شدهٔ زمین بود.

## ارتباط با سایر خداییان

### آنو
اوراش در جایگاه همسر آنو به خوبی گواهی شده است. فرانس ویگرمن آشکارا از او به عنوان رایج‌ترین همسرِ به رسمیت شناخته‌شده یاد می‌کند. او به ویژه در متن‌های بین دوره اکدی و بابلی باستان در ارتباط با آنو ظاهر می‌شود.

### فرزندان
همانگونه که در سرودهایی که به طور سنتی به انهدوآنا نسبت داده می‌شود، گواهی شده است خداییان گوناگونی را می‌توان فرزندان یا نوه‌های اوراش و آنو در نظر گرفت. به عنوان مثال می‌توان به الهه‌های پزشکی نینیسینا و نینکاراک و نیز آمورو، باو و ایشتاران.

## پرستش
گرچه نادر، پیشکش به اوراش و آنو به عنوان یک جفت، در اسناد دوره سلسله سوم اور گواهی شده است.